# Gaetano Liguori
Gaetano Liguori (Napoli, 28 agosto 1955) è un attore, produttore teatrale e regista italiano.

## Biografia
Liguori esordì da attore negli anni ‘70 lavorando con registi di grande levatura come Steno, Neri Parenti, Sergio Corbucci, Ugo Gregoretti, Anton Giulio Majano, Citto Maselli, Francesco Rosi e Marco Risi. Dal 1985 , dopo essersi formato sotto la direzione del maestro Gennaro Vitiello , diventa anche regista, firmando oltre 100 regie teatrali e dirigendo attori quali Carlo Croccolo, Isa Danieli, Enzo Cannavale, Vittorio Marsiglia, Gino Rivieccio, Anna Maria Ackermann, Peppe Lanzetta, Toni Sperandeo, Rino Marcelli, Anna Falchi e tanti altri .
Dal 1988 al 1995 Liguori fu Direttore Artistico del Teatro Bruttini di Napoli, mentre nel 1990 viene nominato anche Direttore Artistico di “RIDERE” Festival del teatro comico e del cabaret , che si svolge ininterrottamente da 27 anni nel cortile del Maschio Angioino di Napoli . Dal 1996 fondatore e Direttore Artistico del teatro Totò , ne dirige anche l'Accademia delle arti teatrali. 
Firma inoltre con Castellano e Pipolo la versione teatrale del celeberrimo "Signori si nasce", film degli anni ‘60 interpretato da Totò.
Nel 2007 collabora con il Tribunale dei minori della Campania e Molise, formando al mestiere dell’attore giovani reclutati nei quartieri maggiormente a rischio di dispersione scolastica; tale impegno lo porta a ricevere un encomio dal Ministero di Grazia e Giustizia per il risultato ottenuto. Inoltre nel marzo 2013 in qualità di direttore artistico del teatro Totò di Napoli , riceve la medaglia d'oro dal Presidente della Repubblica , per le meritorie attività artistiche e culturali svolte . Dal 2014 al 2016 è Direttore Artistico delle due prestigiose edizioni di " Incantesimi " scenari d'arte tra musica teatro e suggestioni, tenutesi nella meravigliosa cornice di Scala in Costiera Amalfitana  .
Ad oggi è autore di oltre 30 testi teatrali tutti rappresentati e produttore di oltre di 50 spettacoli.

## Riconoscimenti
Tra i premi ottenuti:
- Nel 2011 il premio alla carriera “Labore Civitatis”.
- Nel 2012 il premio alla carriera “Megaris”.
- Nel 2013 ha ricevuto la Medaglia d’oro dal Presidente della Repubblica per le meritorie e finalità perseguite in campo artistico e culturale.